# Catoxyethira catichae
Catoxyethira catichae är en nattsländeart som beskrevs av Francois-Marie Gibon och Ranaivoharindriaka 1995. Catoxyethira catichae ingår i släktet Catoxyethira och familjen smånattsländor. Inga underarter finns listade i Catalogue of Life.